# 美國陸軍價值

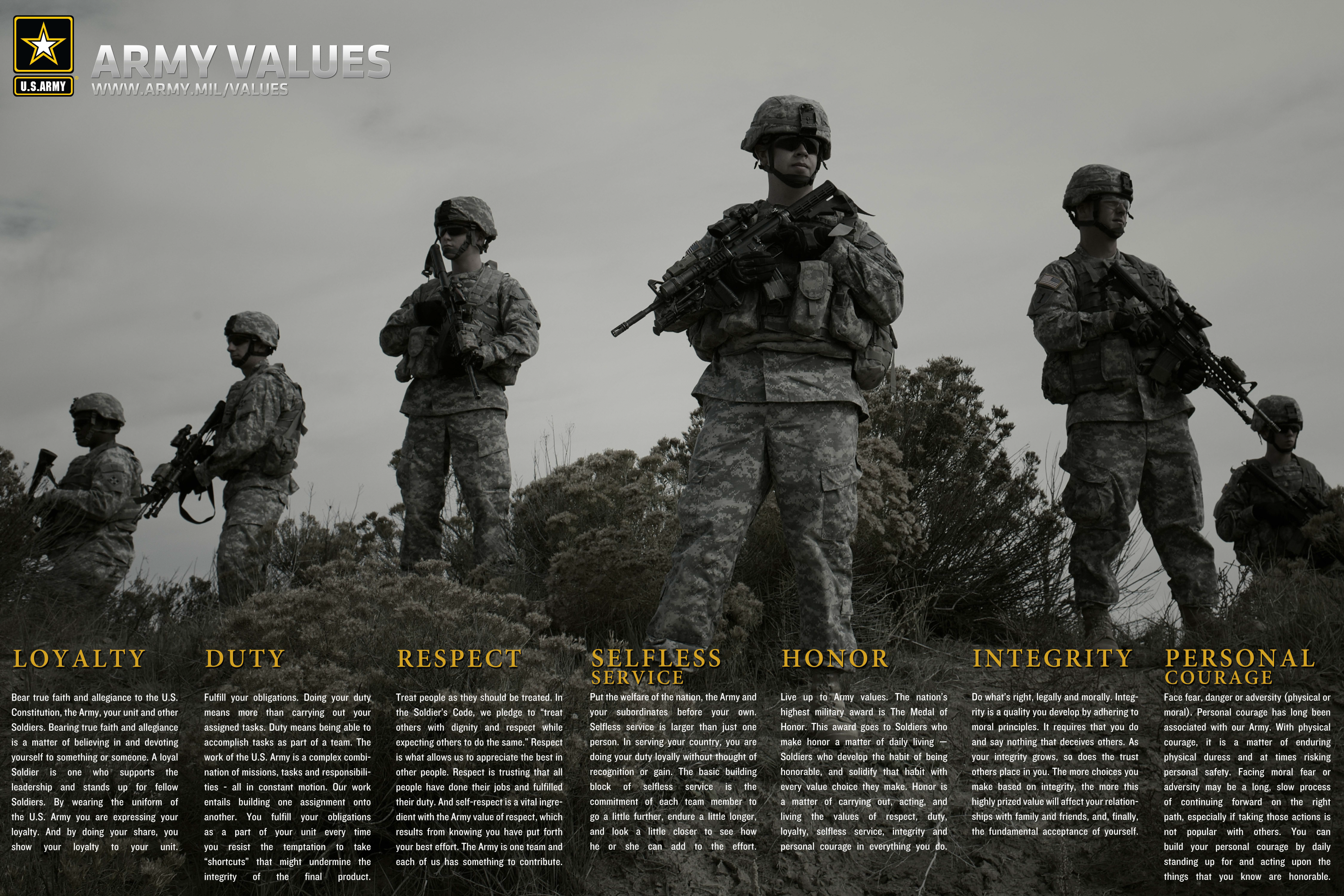
美國陸軍價值

美國陸軍價值（英語：LDRSHIP）是美国陆军基本核心價值的字母縮寫，每個字母的意思如下所示：
1. 忠貞－相信並效忠美国宪法、陸軍軍隊、所屬單位以及同袍。
2. 責任－履行義務。
3. 尊重－尊重他人。
4. 奉獻（英语：Selfless service）－以國家、陸軍與部屬的利益為先。
5. 榮譽－達成每一項美國陸軍價值。
6. 正直－在法律與道德的規範內做正確的事。
7. 勇氣－勇於面對恐懼、危險和逆境，不論是身體上或者是心靈上的。

## 外部連結
- 美國陸軍價值 （页面存档备份，存于）
- FM 1 The Army （页面存档备份，存于）